# Historia de la francmasonería

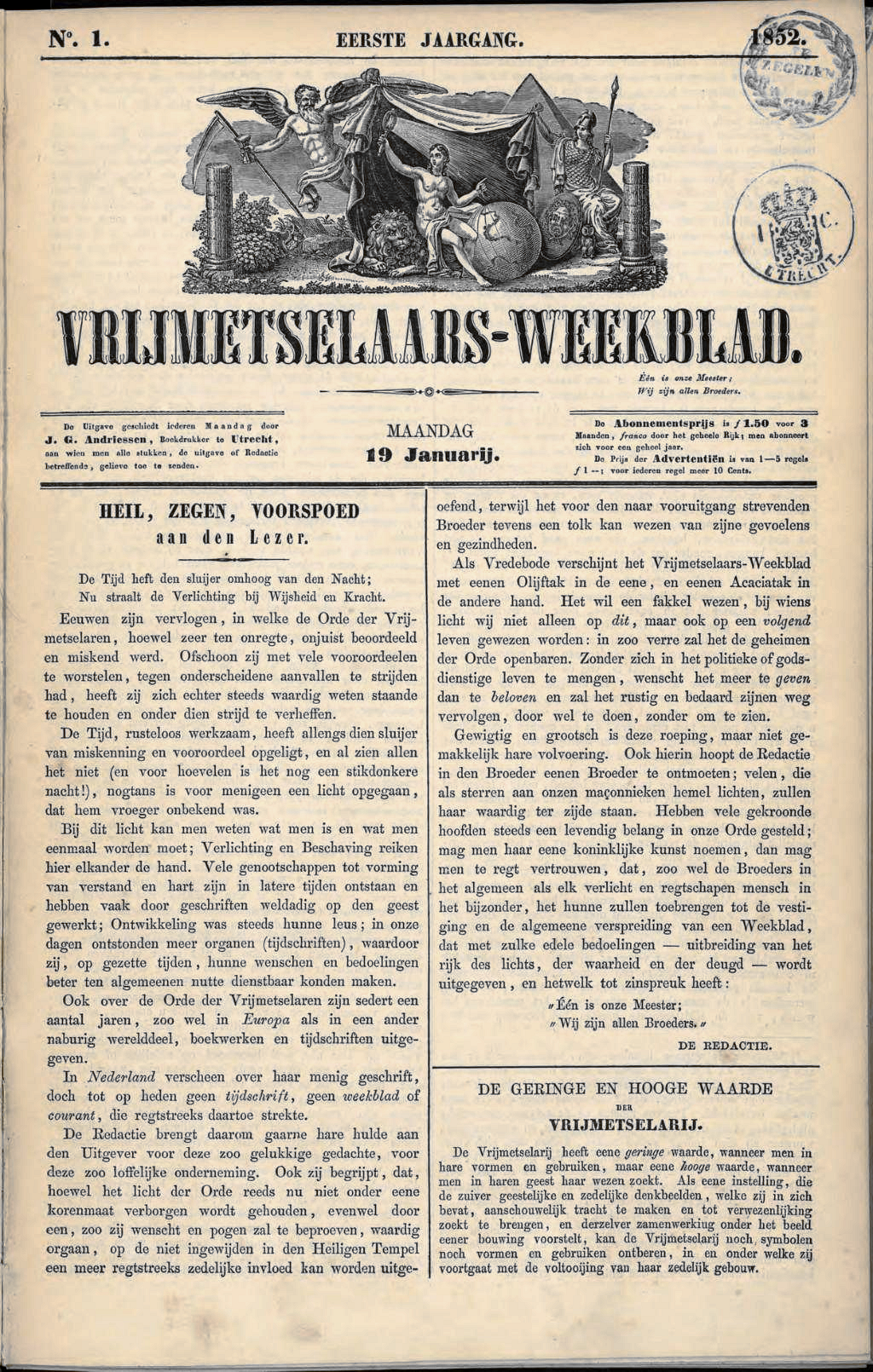
Imagen de revista semanal masónico (holandés), volumen 1, 1852, N ° 1 19 de enero de 1852.

La historia de la francmasonería abarca los orígenes, la evolución y los eventos definitorios de la organización fraternal conocida como francmasonería. Las dos dificultades que enfrentan los historiadores son la escasez de material escrito, incluso hasta el siglo XIX, y la desinformación generada por los masones y no masones por igual desde los primeros años.

## Orígenes

### Historiografía
El tema de la masonería quedó durante mucho tiempo librado a aproximaciones poco rigurosas, incluso a la fantasía de diletantes y fue abandonado por los sociólogos e historiadores profesionales. La masonería sólo se constituyó como objeto de investigaciones científicas a partir de 1950 hasta 1960 en Francia. Desde 1970 hasta 1980, académicos españoles, portugueses, británicos, holandeses y estadounidenses —entre otros— han reforzado esta dinámica. A partir de los años 2000, las influencias francesas y españolas convergieron hacia América Latina, generando por primera vez publicaciones científicas y congresos internacionales.

### Un debate central
Uno de los principales debates sobre la francmasonería se relaciona con la cuestión de sus orígenes. Ha generado muchas leyendas apócrifas y una suerte de “folklore” que obstaculiza el conocimiento de la verdad y que oculta, en muchos casos, la carencia de formación científica o la voluntad de manipulación ideológica de los impulsores de tales relatos. Estos mitos remiten a una invención de la “tradición” o neotradiciones que, más que del pasado, hablan de la época o las circunstancias en que fueron inventados, a la vez que cumplen distintas funciones. Por ejemplo, el nacionalismo, entendido a partir de las “comunidades imaginadas” de Benedict Anderson, es uno de esos casos: todas las naciones modernas se autoconstituyeron a partir de experiencias fundadoras como la Revolución Inglesa (1688-89), la Revolución Francesa (1789) y las independencias latinoamericanas del siglo XIX.
Fuera de los mitos fundadores y leyendas apócrifas, esta cuestión es susceptible de análisis utilizando los métodos de la historia social y de la sociología histórica. Actualmente, los especialistas de la cuestión sostienen la "teoría de la invención": el surgimiento de la francmasonería fue consecuencia del fervor asociativo y del espacio público independiente de la Corona y de la Iglesia que se fue generando en Europa desde el advenimiento de la era de la Ilustración, con la consiguiente revolución científica y revolución asociativa.
Fue, al mismo tiempo, la primera expresión de una “sociedad civil internacional”, según señala el autor Dévrig Mollès, quien analiza en un trabajo en español cómo se desarrollaron los distintos acontecimientos que condujeron a la “invención” de la masonería, cuáles fueron esos mitos y qué funciones cumplieron estas neotradiciones. Fundamentalmente, el autor explora la relación entre la creación de la masonería y la revolución cultural del siglo XVIII, el Siglo de las Luces, de la ciencia y de la razón.

### La primera neotradición: los orígenes antiguos
El texto fundador de la masonería, The Constitutions of Freemasons (Constituciones de Anderson) fue redactado por el pastor presbiteriano escocés James Anderson y el exiliado protestante francés Jean Théophile Désaguliers. La edición inglesa de 1723 fue modificada e impresa cuatro veces entre 1723 y 1784. En Pensilvania, Benjamin Franklin imprimió y difundió el texto por primera vez en 1734. El texto se fue acrecentando, evidenciando progresivamente cierto imaginario social, en su primera versión tenía 110 páginas, pero en la última alcanzaba las 484.
La masonería nació entre historia y memoria. El texto fundacional de 1723 procuraba una identidad y legitimidad para la reciente cofradía. En la introducción de las Constitutions, el editor —un exiliado francés protestante que a la vez era el vice gran maestre de la Grand Lodge of London and Westminster— aseguraba que presentaba “una relación fiel y exacta de la masonería desde el comienzo del mundo”. A través de un relato, la joven masonería se presentaba como heredera de una tradición inmemorial que hundía su raíces en el mito de la época de “la creación del mundo” —derivado del relato bíblico— fijado en el año 4003 a.C. El relato mítico atravesaba decenas de siglos e iba de Oriente a Occidente, pasando de África y Asiria a Egipto y Jerusalén y luego seguía por Grecia, Sicilia y Roma. La antigua cofradía, de acuerdo a este “relato”, desembarcaba posteriormente en Francia y luego en Inglaterra y Escocia, atada a la historia de la arquitectura, los grandes monumentos y los reyes antiguos.

### La segunda neotradición: los orígenes medievales
El relato neomedieval se generó a partir de un católico escocés emigrado a Francia, Andrew Michael Ramsay, quien habló de “nuestros ancestros los cruzados”. Este giro narrativo puede explicarse por su adecuación al gusto literario francés del siglo XVII y XVIII. Ramsay se desempeñaba como comerciante de libros y era sensible a la pasión que en los reducidos círculos de lectores de entonces despertaban las novelas de caballería. Asimismo, seguía la corriente cristiano-mística del quietismo, muy difundida en esos siglos, aunque condenada por la Iglesia Católica.
Mientras las logias comenzaban a desarrollarse en Francia, Ramsay presentó su discurso ante un ministro del rey Luis XIV, quien luego prohibió estas reuniones presuntamente por considerarlas amenazadoras del orden político. Un pedido de Ramsay para que se levantara la medida fue desestimado, aun cuando indicó que la cofradía deseaba servir a la religión, al Estado y a las letras. Posiblemente el relato caballeresco y cristiano lo dotaba de cierta legitimidad aristocrática y católica. Lo cierto es que Ramsay se retiró definitivamente de la masonería y desde esferas oficiales se hicieron publicaciones para desacreditarla.
El discurso de Ramsay, pese a su fracaso, estaría destinado a popularizar en el tiempo la idea según la cual la masonería no era una fraternidad civil sino una orden de caballería. La creencia se propagó en los países que mantenían relaciones con las logias francesas: Alemania, Italia, Suecia y Rusia.
Las variantes de este discurso proliferaron en numerosos microcosmos imaginarios. El principal fue el de los caballeros templarios. La orden del Temple había sido destruida en el siglo XIV, ya que tanto el papa como el monarca francés la condenaron por hereje. Sus integrantes se habrían refugiado en el reino de Escocia, donde habrían sobrevivido por 400 años, con logias masónicas que los habrían cobijado y el apoyo de la dinastía reinante.
Es “una linda historia”, manifiesta el historiador Pierre Mollier, “pero no existe un sólo hecho histórico para sustentarla”. No hay un solo documento, indicio o evidencia que corrobore este hecho. En la propia Escocia, afirma, el tema templario ha tocado muy tarde a la masonería. Algo parecido señala David Stevenson, el principal especialista mundial de la masonería en Escocia

### La tercera neotradición: la teoría de la transición
La teoría de la transición, nacida a fines del siglo XIX, deriva de la primera neotradición. Afirma que con la evolución de la sociedad, algunas logias y gremios de la "masonería operativa" dejaron poco a poco de ejecutar obras materiales, pero subsistieron como organizaciones fraternales, mientras otras continuaron como organizaciones de trabajadores, conservando sus usos y costumbres tradicionales, entre los que destacan sus reuniones rituales que permitían la libre especulación y la interpretación ética o moral de los utensilios de la construcción ("masonería especulativa"). Para este relato, que ofrece múltiples variantes, las logias de la masonería operativa, más que incorporar miembros aceptados, subsistieron gracias a la transmisión del oficio, generalmente de padres a hijos, o capacitando aprendices. Se sostenía que habían sido aceptados en los gremios gentlemen e intelectuales, quienes aportaron sus inclinaciones sobre hermetismo místico, matemáticas y geografía. Un nuevo espíritu filosófico --prosigue esta teoría-- se fue apoderando de estas estructuras y, entre tradición y modernidad, pasaron de ser talleres profesionales a grupos filosóficos.
Hoy la investigación científica demostró que no hay relación sustancial entre estas corporaciones de oficio y la masonería actual, la que como asociación civil nació a fines del siglo XVIII. La historiadora especializada en masonería e Ilustración Cecile Révauger afirma que las corporaciones medievales y las logias modernas fueron “dos fenómenos distintos”, que pese a algunas similitudes no guardan continuidad. Es insostenible que una red secreta de logias iniciáticas haya sobrevivido durante siglos en “perfecta continuidad” sin ser detectadas por historiadores profesionales.
En Inglaterra nunca se desarrollaron logias corporativas permanentes estructuradas en una red nacional. Para fines de siglo XVII ya eran organizaciones moribundas. En 1933 dos historiadores profesionales británicos, Douglas Knoop y G. P. Jones enseñaron que las logias operativas inglesas permanecieron activas hasta su desaparición y no evolucionaron hacia una masonería especulativa. El análisis de Cyril Batham (1992) ha confirmado que de 68 corporaciones de constructores patentadas en Londres de 1712 ninguna intervino en la invención masónica.
En Francia, los collegia romanos se extinguieron con las invasiones bárbaras, pero las corporaciones de “compañeros” aparecieron en el siglo XV, sin relación con las catedrales del siglo XII. Posteriormente, el término “compañeros”, comenzó a designar una categoría de obreros contratados por un maestro de obra. Hacia el siglo XVII las asociaciones de compañeros intercambiaron leyendas y símbolos para integrarlos a sus prácticas, pero no hubo mucho más.
En el territorio germánico, las guerras de religión y las transformaciones técnicas dejaron progresivamente obsoletas las logias de constructores iniciadas en el XIII, si bien algunas subsistieron hasta los inicios del siglo XVIII, la era de las luces. Según especialistas, no tuvieron ningún papel en el nacimiento de la masonería.
Frente a los que señalan que Escocia puede haber sido un caso particular, es cierto que hay tradiciones corporativas más lejanas y aún vivas. Pero sería erróneo derivar conclusiones apresuradas. Dispersas por las guerras religiosas, las corporaciones escocesas se reconstituyeron en el siglo XVI, alentadas por la estabilización política y la renovación de las técnicas de construcción. Hacia 1599 nació una red nacional de logias operativas de constructores reguladas por un estatuto único. Exclusivamente profesionales, tenían códigos de reconocimiento y funcionaban como sociedades de socorros mutuos.
Estas agrupaciones aceptaron algunos gentlemen como protectores poderosos. Sin embargo, apenas 21 logias corporativas fundadas en el siglo XVII sobrevivieron, según afirma el principal especialista de la masonería en Escocia, David Stevenson. La experiencia escocesa permaneció aislada, mientras Escocia no mantenía relaciones con Inglaterra. La existencia en Edimburgo o en otros sitios de logias corporativas del siglo XVII que aceptaron socios protectores poderosos, sin embargo, no explica la aparición de la masonería en el sur de Inglaterra en el siglo XVIII.
La teoría de la transición aparentaba ser la más seria y contrariamente a las demás parecía fundamentada en elementos materiales reales. Pero ya casi medio siglo que esta teoría colapsó y ha sido suplantada por la de la invención.

### Teoría de la invención
Desde los años 70, la teoría de la invención es la más firmemente establecida a esta altura, si bien es obvio que toda creación o invención humana se basa en experiencias pasadas.
La historiadora especializada en masonería e Ilustración Cecile Révauger afirma que las corporaciones medievales y las logias modernas fueron “dos fenómenos distintos”, que pese a algunas similitudes no guardan continuidad. Es insostenible que una red secreta de logias iniciáticas haya sobrevivido durante siglos en “perfecta continuidad” sin ser detectadas por historiadores profesionales.
La masonería fue inventada entre las islas británicas, Holanda y Francia en la confluencia de los siglo XVII y XVIII. No se relacionaba con las lejanas tradiciones antiguas o medievales sino por alegorías y símbolos. Los mejores especialistas, franceses y británicos, lo subrayaron: el siglo XVIII fue el siglo de la “invención de la masonería”.
La masonería es hija del Siglo de las Luces, de la Ilustración y de la revolución cultural científica que marcó el siglo XVIII. Las leyendas sobre sus orígenes antiguos, medievales, caballerescos o templarios fueron generadas por la propia masonería naciente con fines de legitimidad, aceptación o para evitar persecuciones, pero también por la mente febril de autores que buscaba darle un uso político, ideológico o de otros tipos.
Sin relación real con las corporaciones medievales, y menos aún con las órdenes militares y monásticas, las primeras logias masónicas se autoconstituyeron a partir de simples “clubes que reunían a hombres libres y de buenas costumbres". Estas asociaciones surgieron dentro de un contexto particular: la “transformación estructural de la vida pública”.
Después de largas guerras de religión, entre una revolución científica y una revolución cultural, nacía la opinión pública. De Londres a Ámsterdam, se expandía un nuevo “mundo asociativo”. Bajo las luces del Enlightment, de las Lumiéres, del Aufklärung y la de la Ilustración, las sociedades civiles se formaban y fluctuaban, dibujando los contornos de una esfera pública autónoma de los marcos religioso, corporativos y políticos tradicionales.

### Influencias indirectas
Como toda creación humana, la masonería se inspiró en modelos anteriores, que pueden reducirse a cuatro: 1) las sociedades obreras de socorros mutuos (aparecidas con la disolución de las corporaciones medievales), 2) las logias corporativas escocesas (en decadencia a partir del siglo XVII), 3) las sociedades secretas protestantes (siglo XVI) y 4) las sociedades secretas católicas (siglo XVII). Pero la masonería no es la continuidad de ninguna de estas vertientes, sino una creación deliberada del siglo XVIII.
Desde la crisis de la teoría de la transición en los años 70 se planteó la posibilidad de que los fundadores de la masonería podrían haberse inspirado en las sociedades católicas y protestantes del siglo XVI y XVII. Por ejemplo, durante la dictadura de Oliver Cromwell se formaron logias secretas católicas en oposición a su régimen, las que se habrían mantenido durante la restauración monárquica.
Otro erudito, Colin Dyer, propuso una nueva hipótesis, según la cual el método masónico derivaría parcialmente de las sociedades secretas protestantes del siglo XVI .Entre la lucha de facciones se constituyó una organización secreta en el seno de la Iglesia de Inglaterra para influir sobre la Reina, la cual desembocó en la secta de los independientes (protestantes antijerárquicos).
Las llamadas “constituciones góticas”, según esta corriente, habrían reciclado la apariencia de los gremios medievales. Se trata de dos textos muy disímiles, separados por 150 años y la segunda serie no se destinaba en absoluto a usos corporativos, sino que estaba más teñida de temas de religión. Las sociedades secretas protestantes habrían sido el origen de la mayor parte de los manuscritos medievales usualmente citados por la vulgata de la transición entre “operativos” y “especulativos”.

### El exilio protestante francés
La masonería fue primera asociación civil internacional, siguiendo los pasos de exiliados protestantes franceses, que se convirtieron en militantes “desproporcionadamente numerosos y activos”. En un trabajo de 2006, los autores Paul Elliot y Stephen Daniels dicen que la masonería fue la “asociación laica más difundida de Inglaterra durante el siglo XVIII"
Fue el exiliado protestante francés en Londres, Jean Theophilus Désaguliers, discípulo y amigo de Isaac Newton, quien articuló este vínculo con el ambiente científico. Fue gran maestre de la Gran Logia de Londres (desde 1714), editor de las Constitutions (1723) y contribuyó a diseminar esta filosofía en Francia y el Norte de Europa.[cita requerida]
Désaguliers tenía buenos motivos para celebrar el advenimiento de la razón, ya que su familia se había refugiado en Inglaterra de las persecuciones religiosas en Francia. Fue pastor y estudió en la Universidad de Oxford y se convirtió en un científico, ingeniero y filósofo fundamental de la época. Conoció a Anderson, y las redes masónicas fueron un elemento clave en su progreso social y económico.[cita requerida]
Montesquieu consideraba a Désaguliers “la primera columna de la masonería”. Introdujo en la masonería a varios miembros de la Royal Society (que integraba desde 1714), y tuvo un papel esencial en la difusión de la masonería en Francia (1720), Escocia (1721), Holanda y luego en el resto de Europa continental.[cita requerida]
Para el investigador Richard Berman, “Désaguliers creó una estructura que combinaba la tolerancia religiosa, el apoyo del establishment parlamentario, la sociabilidad, el entretenimiento, la investigación y la difusión de los conocimientos científicos y generales”

### La Royal Society
Los primeros artículos de las Constitutions, reproducían parte del reglamento de la Royal Society of London, agrupación que representaba los principios científicos de la época.
Muchos historiadores creen que la Royal Society fue el crisol de la masonería moderna. Entre 1717 y 1740, 13 de los 24 primeros grandes maestros y 6 de los 12 primeros vice gran maestros fueron socios de la Royal Society. Peter Clark estimó que un 45% de los miembros de la Royal Society fueron masones; Trevor Stewart, un 30%. Por otra parte, sabemos que los masones pertenecieron en gran número a otras organizaciones culturales, filosóficas o científicas como la Society of Antiquaries, el Royal College of Physicians, la Society of Apothecaries y la Spalding Society. La masonería nacía entre ciencia, filosofía y fiebre asociativa, en la estela de "los inicios de la Royal Society, el interés por la medicina científica, el estudio y la reedición de viejos libros y manuscritos".
Aunque no hay evidencia de su afiliación a la naciente masonería, la filosofía y los discípulos de Isaac Newton (que en 1717 cumplía 75 años) tuvieron un impacto central en aquella. Físico, teólogo, astrónomo, inventor y matemático, su teoría universal de la gravitación había cumplido el sueño de varias generaciones: fusionar en un sistema teórico único los múltiples y contradictorios fenómenos del universo.
Asimismo, su texto Principios matemáticos de la filosofía natural albergaba un nuevo paradigma: la filosofía natural descansaba en principios “matemáticos” explicables “racionalmente” y aplicables a toda la humanidad más allá de sus divisiones.

### El precedente escocés
La Iglesia calvinista nunca condenó a las logias escocesas, pese a los sospechas de “papismo” que rodeaban a sus referentes iniciales. Más aún, se consolidó una alianza inicial que tomó forma de un pacto tácito de neutralidad, por el cual se evitaba toda polémica religiosa en las logias. La masonería escocesa se consolidó como un espacio laico y secularizado, con lo cual ganó la capacidad de incorporar a hombres esclarecidos.
De esta forma, tanto en Escocia como en Inglaterra, la invención de la masonería fue agente y producto, a la vez, de una transformación estructural de la vida pública. De 1723 a 1781 las Constitutions dieron a los talleres masónicos una misión precisa: forjar una nueva ética universal y una moral laica sustentada en la libertad de conciencia, la ciencia y las virtudes sociales.
Estos principios tenían sus límites en una época en la cual el sectarismo y la intolerancia reinaban en la mentalidad colectiva. Contrariamente a las apariencias —señala un diccionario masónico de 1998 compilado por Daniel Ligou— el reverendo James Anderson no tuvo “ningún papel en los acontecimientos de 1717”, es decir, en la fundación de la Grand Lodge. Este pastor presbiteriano y emigrante escocés en Londres poseía una mentalidad relativamente abierta, pero su tolerancia tenía sus límites y se circunscribía a quienes consideraba “buenos” disidentes.

## Siglo XVIII: ¿Una revolución cultural?

### La Gran Logia británica
En 1717, cuatro círculos asociativos autónomos creados en pubs, restaurantes y cafés de Londres se federaron, dando nacimiento a un modelo asociativo: la Grand Lodge of London & Westminster. Por primera vez surgía una federación nacional de asociaciones civiles. En 1730 federaba 106 logias en Londres, 45 en Inglaterra, 7 en el continente europeo y algunas en las colonias de América e India. En 1738, asumiendo esta dimensión nacional, se convirtió en la Grand Lodge of England.
La Grand Lodge of England era un tipo de organización totalmente nueva. Los objetivos de sus fundadores están explicitados en The Constitutions of the Freemasons: anunciaban el nacimiento de una nueva generación cultural: lejos de atarse a moldes medievales, ofrecían un horizonte nuevo, disfrazándolo de tradición. Para el especialista en historia escocesa David Stevenson, contenían el germen de cuatro pequeñas revoluciones: universalismo, humanismo, cosmopolitismo y libertad de conciencia.
Las Constitutions de 1723 contenían elementos utópicos de distinto grado. Definían una religión universal “sobre la cual todos los hombres concuerdan, dejando a cada uno sus propias creencias”, según las propias palabras del documento. Definían esta religión no en base a dogmas sino a una épica, una “ley moral”.
La ruptura con los esquemas medievales no era explícita, pero aparecía clara: mientras las corporaciones medievales exigían de sus miembros una profesión de fe cristiana, las Constitutions de 1723 lo liberaban de esta obligación. Es decir que mientras las primeras no distinguían entre el espacio público y el privado, los principios masónicos sí lo hacían. La esfera pública “era común a todos los hombres” pero la esfera privada era el dominio de las “opiniones, denominaciones o confesiones particulares”.
En 1738, el Vaticano emitió la primera bula papal en la que manifestaba su “preocupación” por la “confusión teológica” que reinaba en las logias. En el mismo año se publicó una segunda versión de las Constitutions, en la que se reafirmaba el respeto a la “libertad de conciencia”. Decía el texto: “cualesquiera sean nuestras diferencias de opiniones sobre otras cosas […] los masones estamos armoniosamente de acuerdo en la noble ciencia y el arte real”. No obstante, las Constitutions remitían al común origen de la humanidad, antes de sus separaciones en confesiones, idiomas y naciones.
En ninguna de las cinco versiones de las Constitutions ni en documentos afines no puede hallarse nada que se refiera, directa o indirectamente, a la imposición de una creencia natural o de un libro particular (como la Biblia).
El epicentro representado por al Grand Lodge of England irradió y se fueron autoconstituyendo nuevas grande logias nacionales en Francia (1728-1731), Irlanda (1731) y Escocia (1736). Con el tiempo, las diseminaciones europeas se intensificaron en las ciudades, los puertos, las colonias y las rutas marítimas.

### Transformación estructural de la vida pública
Las asociaciones civiles particulares que conformaron la masonería surgieron dentro de un contexto característico: “la transformación estructural de la vida pública”, al decir del filósofo y sociólogo alemán Jürgen Habermas, uno de los principales teóricos del espacio público y de la opinión pública.
Después de largas guerras religiosas y entre una revolución científica y cultural nacía el concepto de “opinión pública”. La expulsión de protestantes de distintos lugares de Europa a fines del siglo XVII llevó a una población laboriosa e instruida a afincarse en los Países Bajos, Suiza, Inglaterra y aún Sudáfrica y América.
Inglaterra representaba un modelo único en el mundo: el estado surgido de la Revolución de 1688-89 era la única monarquía parlamentaria, descartando la monarquía absoluta de derecho divino y dotado de algunos elementos del Estado de Derecho. Por lo demás, había logrado la unificación con Escocia, hasta entonces tradicional aliada de la Francia católica. El nuevo estado había liberalizado el derecho de publicación y expresión: el desarrollo de la prensa posibilitaba la intervención indirecta de grupos ascendentes, aunque fueran excluidos del sistema político propiamente dicho.
Todo esto llevó a la formación de una incipiente sociedad civil moderna, particularmente en Londres y en menor medida en Ámsterdam y París: se multiplicaban los círculos literarios, salones, cenáculos, clubes, cafés, etc., donde se mezclaban personas de diversos orígenes e intereses, así como aristócratas y burgueses. Algunas de estas asociaciones se inventaban rituales fantasiosos y orígenes antiguos como lo hicieron luego las primeras masonerías.
Estas sociedades parecían inocuas, pero la crítica moral, literaria o científica erosionaba la tradición y limitaba el tradicional monopolio de la monarquía o de la Iglesia en la definición de lo bueno, lo bello, lo verdadero y lo justo. Poco a poco se instalaban hábitos sociales fundados en la razón crítica, el libre examen y la duda filosófica, ya esbozados desde el siglo XVII. Con el tiempo, como lo señala Habermas, las personas adquirían “funciones de control político” sobre la esfera pública.

### Constitutions, universalismo y Era de la Razón
El espíritu universalista de las Constitutions reflejaba el universalismo científico que difundía la Royal Society y el mundo asociativo, dando paso a la Era de la Razón. En el fondo de esto se vislumbraba la sombra de pensadores como Bacon, Montaigne, Moro y Spinoza, que preconizaban un método científico basado no en las creencias sino en el “libre examen”, la experiencia, la observación y la inducción. Como indica el historiador inglés Robert Gould, esos principios “habían adquirido un ascendiente total entre los espíritus más capaces”
La meta de la Royal Society era la de “congregar a hombres de distintas religiones, de distintos países y de distintas profesiones” porque pregonaba la “filosofía del género humano”. Sesenta años después, la masonería nacía abrazando esta misma filosofía.
Su mito fundacional no era la leyenda de Salomón y de Hiram Abif. El rey y el arquitecto integraban, en realidad, una alegoría más profunda: la Torre de Babel, símbolo de la dispersión de la Humanidad.
Esa historia de Babel era el verdadero mito fundacional de la masonería y es leída en la recepción de todo nuevo hermano. Prosigue indicando que Adán había sido “nuestro primer pariente” creado a “imagen de Dios, el Gran Arquitecto del Universo”. Tras “la caída” los hombres habían perpetuado “la noble ciencia”: geometría, geografía, mecánica, arquitectura, astronomía… Este método era “el común patrimonio de la Humanidad”.
Luego del diluvio universal sobrevino la aventura de la Torre de Babel. La historia continúa señalando que la masonería habría nacido en Egipto luego de la confusión de Babel. Por supuesto, este relato integraba una alegoría, con un sentido profundo: la humanidad era una sola, pese a su fragmentación lingüística, religiosa y política, con las ciencias y artes como un patrimonio común. Al diseminar las ciencias y las artes, los extranjeros y los migrantes contribuían así al progreso universal.
En París, el emigrado escocés Andrew Michael Ramsay esbozaba la misma teoría, pero con colores medievales. Decía “todos los seres humanos son miembros de una sola comunidad moral […] y tienen obligaciones para con los demás seres humanos, independientemente de su personalidad, idioma, religión, costumbres, etc.”
En 1777, en su Address to a French gentleman, el inglés William Preston declaraba que los masones debían “considerar al mundo como una gran república, cuya naciones forman una sola familia y de la cual todos los individuos son los hijos”.
En vísperas de la Revolución Francesa, el secretario de una logia de Calais, en el norte de Francia, explicaba a miembros recién incorporados: “Ya no seréis extranjeros en ninguna parte. Por todas partes hallaréis hermanos y amigos. ¡Os habéis convertido en ciudadanos del mundo entero”.
El cosmopolitismo fue sin duda la filosofía masónica del género humano. Entre nacional e internacional emergía una Internacional humanista. Las logias acompañaban la internacionalización de las relaciones sociales y económicas.
A fines del siglo XVIII, mientras viajeros e incipientes turistas se multiplicaban aparecían las primeras guías de viaje, así como también los primeros anuarios y guías masónicas internacionales, un tipo de documentación especialmente útil para reconstruir la expansión de la esfera internacional. Incluso la invención del pasaporte parece haber sido un invento masónico del siglo XVIII antes de ser adoptado por los Estados Nacionales del siglo XIX.

### Educación política y sentimental
¿Qué manifestaban las Constitutions en materia política? La comparación con las entidades corporativas evidencian profundas diferencias entre éstas y las logias masónicas. Las corporaciones medievales imponían a sus miembros una absoluta sumisión al poder político y religioso. El reglamento corporativo que figura en el manuscrito de William Watson (1687), por ejemplo, impone “ser fieles vasallos del rey” y condena la “traición y felonía”, la cual en caso de tenerse noticias de ellas debía ser denunciada a las autoridades reales
Las Constitutions abordaron la cuestión política con una óptica nueva. Definían al masón como “ajeno a los complots y las conspiraciones […] contra la paz y el bienestar de la nación”. Pero la disidencia política no implicaba su denuncia, expulsión o delación, sino que debía contenerse al “hermano” que sin incurrir en crímenes “se rebelara” contra el Estado.
Los primeros masones se apoyaban en el recuerdo de la Revolución Inglesa de 1688-89 y en la influencia de John Locke, teórico del derecho natural del pueblo a rebelarse contra la tiranía.
Con los recuerdos frescos de guerras y masacres, la masonería se presentaba como un asilo abierto a multiplicidades religiosas y políticas, entre las que esperaba tender puentes. El masón debía laicizar su propia lucha individual para aprender el arte de la conversación; la logia le ofrecía un espacio de ejercicio y aprendizaje. Sus enemistades personales, religiosas o ideológicas debían permanecer fuera de la logia.
La logia, por lo demás, no podía entrometerse en “asuntos de Estado”, lo que no sólo atraería la suspicacia de las autoridades civiles sino que también podría “romper la armonía” interna.
Como señala Révauger, siendo las logias propicias “al intercambio de ideas y la toma de la palabra” aparecían como un brote de sociedad civil, verdaderas escuelas cívicas. Se mezclaban en ellas individuos de distintos estamentos: mercaderes, comerciantes, propietarios o aristócratas. Las Constitutions vetaban la politización partidaria, pero alentaban las libres comunicaciones sociales y la asociación.
En estas condiciones, nacía un nuevo tipo antropológico: el individuo que podía asociarse con sus semejantes y desarrollar publicaciones para la difusión (como The Freemason Magazine) o bien organizarse en defensa de derechos civiles y sociedades fundamentales (como la Society of the Bill of Rights, 1763).
Mientras la sociedad feudal se descomponía, las logias masónicas utilizaban una constitución, organizaban elecciones y ensayaban el gobierno de la mayoría, apartándose de relaciones tradicionalmente fundadas en prerrogativas de nacimiento y estatus.
Durante el siglo XVIII las Constitutions masónicas fueron el único libro usado por la Grand Lodge of England. Paillard demostró en un trabajo de 1952 que contrariamente a lo que a veces se afirma, la Biblia nunca fue usada como libro ceremonial (si bien se ha identificado al menos un caso). El libro de las Constitutions precedía siempre al gran maestre en la ceremonia de su instalación, junto a una espada y colocado en un pedestal. Esta simbología indicaba claramente que el dignatario gobernaba y las constituciones regían. Estas últimas cumplían el papel de un “libro sagrado”.
Varios de los textos fundamentales de la cultura política jurídica del siglo XVIII florecieron en este clima que proclamaba el derecho natural y la existencia de leyes que limitaban el poder de las autoridades: como ejemplos pueden citarse los textos de Ramsay (Ensayo filosófico sobre el gobierno civil, 1721) o de Montesquieu (El espíritu de las leyes, 1748).
De esta forma, puede considerarse que el ambiente masónico era el embrión de una cultura política que en el futuro desembocaría en la teoría de los derechos humanos.

### En Inglaterra

#### Siglo XX
En la misma Inglaterra, hasta mediados del siglo XX se tienen datos de la existencia de la Venerable Sociedad de Francmasones, Albañiles de Obra Maestra, Edificadores de Muros, Pizarreros, Pavimentadores, Yeseros y Ladrilleros, conocidos comúnmente en inglés como Operative freemasons o The Operatives.
Por su parte, en la actualidad, en Francia, tiene plena vigencia la Unión Compagnonnique des Compagnons du Tour de France des Devoirs Unis.

## El surgimiento de la masonería especulativa y su distribución en Europa
Se ha denominado masonería especulativa a la que ya no tiene como objetivo la construcción de templos materiales, sino más bien templos ideales o espirituales, es decir, el perfeccionamiento individual y de la humanidad; para lo cual ya no son necesarios como miembros, exclusivamente obreros especializados en el arte de la construcción, sino que puede serlo cualquier persona en capacidad de utilizar su intelecto y esfuerzo para tales propósitos.
El proceso de transformación de masonería operativa en masonería especulativa, y su correspondiente desarrollo, se produce de al menos tres formas o líneas de filiación diferentes y en países y épocas distintas:

### Escocia
A partir de 1314, y luego de disuelta la Orden del Temple, se produjo en Escocia el ingreso de templarios en los gremios masónicos, como medio de protección frente a persecuciones. Esto hizo que la masonería operativa escocesa asumiera características especiales, influida por las concepciones caballerescas templarias, y que paulatinamente, a lo largo de siglos, fuese dejando su carácter operativo y asumiendo cada vez más un carácter especulativo; hasta que, en 1737, William Sinclair de Rosslyn, descendiente de caballeros templarios, renunció al privilegio tradicional hereditario de su familia de dirigir la masonería escocesa, para que se produjera la elección del primer gran maestro de la nueva Gran Logia de Escocia, de carácter enteramente especulativo, dignidad que recayó en el propio Sinclair.

#### Masonería jacobita
Sin embargo, durante el último siglo anterior a la creación de la Gran Logia de Escocia, y concretamente durante el exilio en Francia de Carlos II de Inglaterra Estuardo (Stuart), de 1649 a 1660, se gestó la que posteriormente sería conocida como «masonería jacobita», originada en la masonería operativo-especulativa escocesa de influencia templaria, la cual actuaba como un partido político en apoyo de la Casa de los Estuardos y de su pretensión de restauración en los tronos de Inglaterra y Escocia.[cita requerida]
A partir de 1688, se denomina «masonería jacobita», y se caracteriza por ser eminentemente aristocrática y mayoritariamente católica. Pervivió debidamente estructurada hasta 1746, y apoyó la oposición a la Gran Logia de Londres en 1752. Además, dio origen a los altos grados escoceses y caballerescos, desde el discurso de Andrew Michael Ramsay en 1736.

#### Origen de los ritos escoceses y del Rito Escocés Antiguo y Aceptado
A partir de una serie de altos grados surgidos por influencia de la masonería jacobita, se fueron configurando los ritos llamados escoceses y, principalmente por la vía del Capítulo de Clermont, de 1754, el Consejo de Emperadores de Oriente y Occidente, de 1758, las actuaciones de Etiene Morin, desde 1761, el Consejo del Rito de Perfección de Charleston, de 1797, y su transformación, en 1801, en el Supremo Consejo de Grandes Inspectores Generales, grado 33, de los Estados Unidos, se conformó el moderno Rito Escocés Antiguo y Aceptado, manteniendo, aunque sea en forma opacada, la tradición y doctrina de la masonería escocesa. Su posición actual es deísta, con preocupación por asuntos esotéricos y filosóficos.
Dentro de esta línea de filiación, surgieron también otros ritos. En Bélgica en particular, hace un poco más de 100 años, el Ilustre masón Goblet d'Alviella, Gran Maestro del Gran Oriente de Bélgica, desarrolló un trabajo poniendo "la liturgia masónica en armonía con los progresos de la historia y de la filosofía, pero, manteniendo los principios que constituyen la herencia del Rito"… El resultado principal - en este pais - es la existencia de un rito laico, sin referencia a ningún dios o GADU, y la introducción, en los grados del Areópago, de referencias a reflexiones y movimientos filosóficos, tales como el Mitraísmo o el Buddhismo.
Cabe aclarar que los conocimientos e interpretaciones sobre la historia y tradiciones de este tipo de masonería han sufrido cambios a lo largo del tiempo. Se sostenía su origen templario, luego se lo negó y en los últimos años, sobre todo a raíz de las investigaciones en torno a la capilla de Rosslyn, han aparecido más datos que dan cuenta de la relación templario-escocesa. Otro tema de discusión es la importancia que se da a la filiación orgánica o la filiación doctrinal para determinar las vinculaciones entre distintos grados, ritos y agrupaciones. Por consiguiente, subsisten distintas opiniones sobre estos y otros asuntos relativos a la masonería escocesista.

### Italia
Masón es una palabra de origen francés que quiere decir Albañil Constructor este simple hecho nos permite deducir el origen de la organización, ya que de haber nacido en Inglaterra como se han empeñado en hacernos creer se llamaría de otra forma.
Actualmente en México la organización denominada Muy Respetable Gran Logia Liberación Nacional del Rito Primitivo relata que a fines del siglo XV, el Gremio de Constructores y Artistas florentinos, de la masonería operativa, propició la conformación de una organización, estructurada secretamente siguiendo el esquema de la masonería operativa, que tuviese como objetivo la capacitación en distintos ramos del saber para impulsar postulados laicos, republicanos y Científicos.
Estos grupos Laicos y Científicos eran ferozmente perseguidos por la Santa Inquisición por lo que era necesario tener una rigurosa secrecía y utilizar pseudónimos para comunicarse entre ellos. Estos Grupos se extendieron por toda Italia, Francia y Alemania (utilizando en los frentes de sus Academias los famosos Nudos de Leonardo), y no requerían de permisos, dispensas y mucho menos de Cartas Patentes.
La Francmasonería, se estructuró debidamente en Francia, llevada por Leonardo da Vinci, y tomó el nombre Logia Francmasónica en 1517. La Asamblea General de los francmasones franceses, reunida en París en 1523, cuatro años después de la muerte de Leonardo, dictó una Constitución Francmasónica en la que se establecieron sus principios y organización básica. Estos antecedentes hicieron se le haya denominado Rito Francés Antiguo.
Luego, se extendió a otros países de Europa, y, en Inglaterra, en el siglo XVII, liderada por Oliver Cromwell, constituyó el brazo político e ideológico de la revolución y régimen republicanos, que culminaron el triunfo de la Revolución y la decapitación del Rey Carlos I ejecutado en l649, instaurandose el protectorado de Cromwell que duro de 1653 hasta 1658.
Posteriormente, en Francia, en el siglo XVIII, estuvo muy vinculada con los movimientos de la Ilustración y de la Enciclopedia. En 1826 fundo en México el Rito Nacional Mexicano lidereado por el Benemérito Benito Juárez García.
En el siglo XIX, su influencia en América estuvo relacionada con las figuras de Thomas Jefferson en Norteamérica y de Francisco de Miranda en Sudamérica, y constituyó el rito de las Logia Lautaro o logias lautarinas.
Actualmente pervive, con carácter laico, Republicano, progresista, mixto bajo los nombres de Francmasonería Progresista Universal, Rito Primitivo. Además, ha tenido influencia, sobre el Rito Nacional Mexicano.
-->

### Inglaterra
En 1823 la Gran Logia Unida de Inglaterra constituye la Emulation Lodge of Improvement, que unifica los rituales transmitidos oralmente y se imprime el Ritual de Emulación. Por este motivo, el rito practicado por la Gran Logia Unida de Inglaterra y otras obediencias y logias que lo siguen, se denomina Rito de Emulación, aunque también suele denominarse (principalmente en Estados Unidos) Rito de York.
En 1929 la Gran Logia Unida de Inglaterra emite unos principios en los que establece que sólo dará reconocimiento masónico y mantendrá relaciones formales con grandes logias que cumplan con ellos. Estos principios incluyen la no aceptación de mujeres, la prohibición de mantener discusiones de carácter religioso o político partidista y el reconocimiento del Ser Supremo. El volumen de la ley sagrada, la escuadra y el compás deberán estar siempre presentes cuando la Gran Logia o sus logias subordinadas estén trabajando.

### Francia
Entre 1726 y 1728 la masonería inglesa se establece en Francia. En 1732 se funda la primera Logia francesa en París, recibiendo patente de la Gran Logia de Londres. Muy rápidamente se crean otras Logias francesas y en 1738 se constituye la primera Gran Logia de Francia.
En 1773 la primera Gran Logia se reestructura como una federación de ritos, pasando a denominarse el Gran Oriente de Francia. En vísperas de la Revolución, aglutina a varias decenas de millares de francmasones.
En 1877 el Gran Oriente de Francia decide retirar de su constitución las menciones de carácter religioso, considerando que estas corresponden al fuero interno de sus miembros, lo que tuvo como resultado la aceptación tanto de creyentes como de ateos entre sus miembros. Esto generó que las grandes logias del mundo, surgidas a partir de la creación de la Gran Logia de Londres, se dividan entre las que siguen la línea de la Gran Logia Unida de Inglaterra, y las que adoptaron la línea del Gran Oriente de Francia.
La masonería laica que practica el Gran Oriente de Francia y otras obediencias y logias, se caracteriza por su defensa de la libertad de conciencia, su preocupación por asuntos sociales y el debate libre en las Logias sobre cuestiones filosóficas, espirituales o políticas, siempre desde una perspectiva no partidista.
En 1894 se crea la Gran Logia de Francia, a partir del Supremo Consejo de Francia del Rito Escocés Antiguo y Aceptado existente desde 1804. Esta Gran Logia, considera elementos fundamentales de la masonería la invocación del "Gran Arquitecto del Universo" y la presencia de la Biblia.
Los masones de una y otra jurisdicción mantienen relaciones fraternales, el Gran Oriente de Francia y la Gran Logia de Francia, las dos Obediencias con más miembros en este país, forman parte conjuntamente del espacio denominando "Masonería Francesa" constituido para la cooperación y el trabajo conjunto de las Obediencias masónicas y que pretende anteponer el criterio de fraternidad mutua al de los diferentes puntos de vista que las separan.
En 1913 se funda la Gran Logia Nacional Francesa a partir de miembros del Gran Oriente de Francia deseosos de volver a una masonería en la que el Gran Arquitecto del Universo es Dios. Esta obediencia, reconocida por la Gran Logia Unida de Inglaterra y por la generalidad de las logias reconocidas por esta. La Gran Logia Nacional de Francia no forma parte del espacio «nasonería francesa».
En 1961 el Gran Oriente de Francia y otras obediencias masónicas, emitieron el Llamamiento de Estrasburgo para que los masones «se integren en la Cadena de Unión basada en una total libertad de conciencia y en una perfecta tolerancia mutua», para lo cual constituyeron CLIPSAS (Centro de Enlace y de Información de las Potencias masónicas firmantes del Llamamiento de Estrasburgo). En 1962 definieron lo que debe considerarse como logia masónica, según su concepción, reafirmando la libertad de conciencia y la admisión de mujeres.

### A nivel internacional
Desde hace varios decenios somos, a la vez, testigos y protagonistas de profundos cambios socio-culturales y económicos de la humanidad. La estructuración de la sociedad, basada en estados-naciones, se ha ido sustituyendo progresivamente por mega sistemas político-económicos a escala mundial. Este fenómeno denominado «la mundialización», caracterizado par la internacionalización de las organizaciones socio-económicas, de los conflictos socio-políticos, de las corrientes migratorias y de la comunicación virtual, ha ido borrando las fronteras nacionales transformando nuestra sociedad en espacios sociales multiculturales. Insertos y conscientes de esta realidad, masones y masonas tratan, a nivel extraterritorial, seguir un camino iniciático y simbólico, sin ostentación ninguna, para la búsqueda del progreso individual y colectivo, adaptado a los desafíos que la sociedad actual nos presenta. 
Instituciones, tales como el Gran Oriente Latino-americano, consideran que la Francmasonería es una organización progresiva y progresista, que hace suya la promoción y la defensa de los Derechos Humanos y el ejercicio del libre examen, con una visión abierta e incluyente, sin dogmas, y sin exclusión de género. Sentando las bases de una nueva institución masónica, el 21 de junio de 1984 el Gran Oriente de Francia otorgó Carta Patente al Gran Oriente de Chile en el exilio, constituyéndose así en Obediencia Soberana. El 12 de agosto de 1990 adquiere su denominación por decisión unánime en la VII Gran Asamblea, en Concepción, Chile. Hoy dia (2024) la obediencia cuenta con 28 logias en 10 paises de dos continentes (Latino-America y Europa).
Existen tambien, a nivel de los grados filosóficos, talleres libres y soberanos (tal como el Capítulo Nuevo Mundo, creado en 2017) constituidos por Maestro(a)s Masones, activo(a)s en su Logia azul, cualquiera sea su tipo (mixto, masculino o femenino), rito y/u obediencia. Nuevo Mundo toma en consideración el trabajo iniciado hace un poco más de 100 años por el Ilustre masón Goblet d'Alviella, Gran Maestro del Gran Oriente de Bélgica, poniendo "la liturgia masónica en armonía con los progresos de la historia y de la filosofía". El resultado principal - en Bélgica y en los capítulos adogmaticos - es la existencia de un rito laico, sin referencia a ningún dios o GADU, y la introducción, en los grados del Areópago, de referencias a reflexiones y movimientos filosóficos, tales como el Mitraísmo o el Buddhismo. A principios del siglo XXI, el Capítulo Nuevo Mundo tiene una ambición similar: hacer que sus rituales estén en armonía con los progresos de la conciencia humana y de los conocimientos históricos, científicos, filosóficos y sociales, con el enfoque de una masonería mixta, laica, interobediencial, intercultural y extraterritorial.